# Eduard Steyer

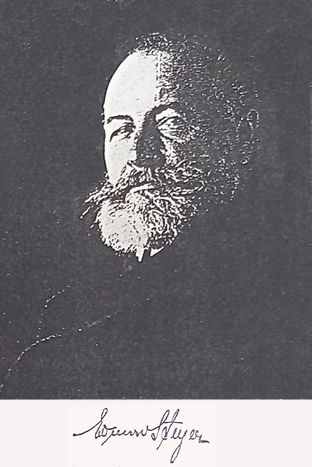
Eduard Steyer (um 1910)

Carl Eduard Steyer (* 19. September 1850 in Thronitz (heute zu Markranstädt); † 18. September 1917 in Leipzig) war ein deutscher Maurermeister und Bauunternehmer in Leipzig.

## Leben und Firmengeschichte
Eduard Steyer war das fünfte Kind des Dorfschmieds und Landwirts Johann Christian Steyer. Er verlor früh seine Eltern und war mit 16 Jahren auf sich gestellt. Im Maurerhandwerk, das er erlernte, brachte er es bald zum Meister. Karl Heine (1819–1888), der Industriepionier des Leipziger Westens erkannte Steyers Potential und integrierte ihn in seine Pläne. Als eine der ersten eigenständigen Aufgaben betraute er Steyer mit der Errichtung seines Wohnhauses, der Villa Heine in Plagwitz.

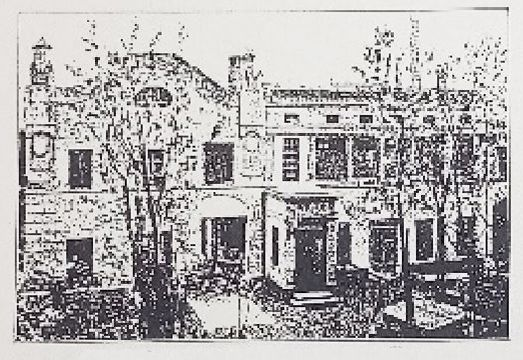
Verwaltungsbau Nonnenstraße 11B

Heine ermunterte Steyer zur Gründung einer eigenen Firma. Die Firmengründung erfolgte am 1. Januar 1877. Der Firmensitz war in der Könneritzstraße 2 in Schleußig gegenüber der Villa Heine und ab 1894 in Plagwitz in der Nonnenstraße 9, beziehungsweise ab 1900 in den Nummern 9–11B.
Der Einsatzbereich der Firma lag zunächst im Leipziger Westen, wo in Plagwitz, Schleußig und Lindenau Fabrikgebäude aber auch Infrastrukturobjekte, wie Brücken und Eisenbahnanlagen errichtet und Arbeiten am Karl-Heine-Kanal, der damals noch Elster-Saale-Kanal hieß, ausgeführt wurden. 1903 trat Steyers ältester Sohn, der Regierungsbaumeister Eduard Steyer in die Firma ein, der den Eisenbetonbau einführte.

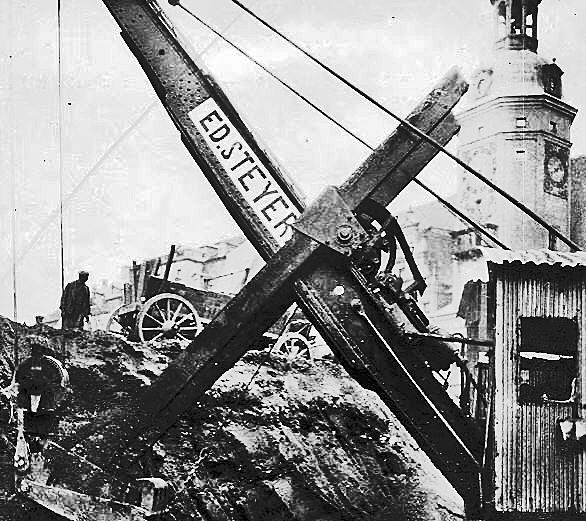
Bau des Untergrundmessehauses

Die Firma wurde nun in die Abteilungen Hochbau, Tiefbau, Eisenbetonbau, Dampfkesseleinmauerung und Dampfschornsteinbau gegliedert. Bereits 1883 hatte Steyer in Österreich ein Patent für „Neuerungen an Öfen“ erhalten.
Ab etwa 1900 wurden in der Leipziger Innenstadt und ihrer näheren Umgebung mehrere repräsentative Bauten errichtet, wie die Michaeliskirche, das Centraltheater und das Gebäude der Dresdner Bank.
Besondere Aufmerksamkeit erfuhr das in weniger als einem Jahr unter dem Leipziger Marktplatz 1924/1925 entstandene Untergrundmessehaus.

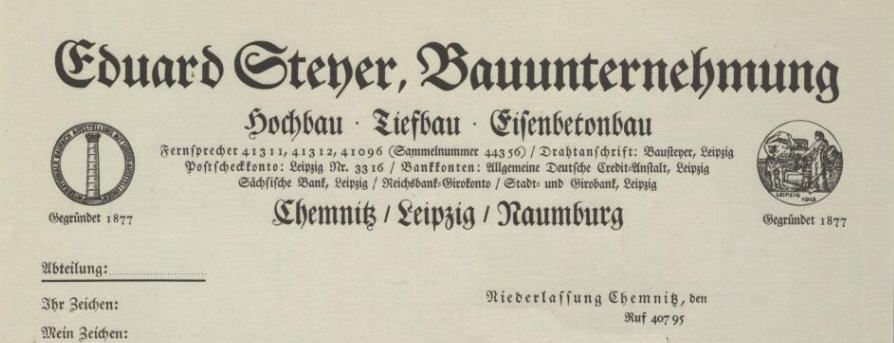
Briefkopf der Chemnitzer Niederlassung (um 1937)

In den 1920er Jahren war die Firma Eduard Steyer auch außerhalb Leipzigs im Einsatz. In Wurzen entstand im Rahmen von Notstandsarbeiten ein Teil einer Wasserkraftanlage. Im Erzgebirge wurde von 1926 bis 1929 die Talsperre Carlsfeld erbaut. Steyer war 1936 auch am Baue des  Elster-Saale-Kanals beteiligt. In den 1930en entstanden Niederlassungen der Firma Eduard Steyer in Chemnitz und Naumburg.
An Auszeichnungen hat die Firma Eduard Steyer erhalten:
- Goldmedaille auf der Sächsisch-Thüringischen Industrie- und Gewerbeausstellung 1897
- Silbermedaille auf der Internationalen Baufach-Ausstellung 1913
- Großer Preis der Internationalen Ausstellung für Buchgewerbe und Graphik 1914

Nach dem Zweiten Weltkrieg wurde Firma Eduard Steyer in der DDR 1968 mit den Unternehmen Pommer Spezialbetonbau und Schwabach KG zu einer Arbeitsgemeinschaft zusammengeführt, ehe das Unternehmen 1972 schließlich ganz in Volkseigentum überging und mit weiteren Unternehmen zum VEB Ingenieurbau Leipzig zusammengeschlossen wurde. Nach der deutschen Wiedervereinigung gingen Teile des Ingenieurbaus in die Firma Wayss & Freytag über. In Nürnberg existierte gemäß Handelsregisterauszug bis 2010 unter altem Namen eine Bauunternehmung Eduard Steyer.

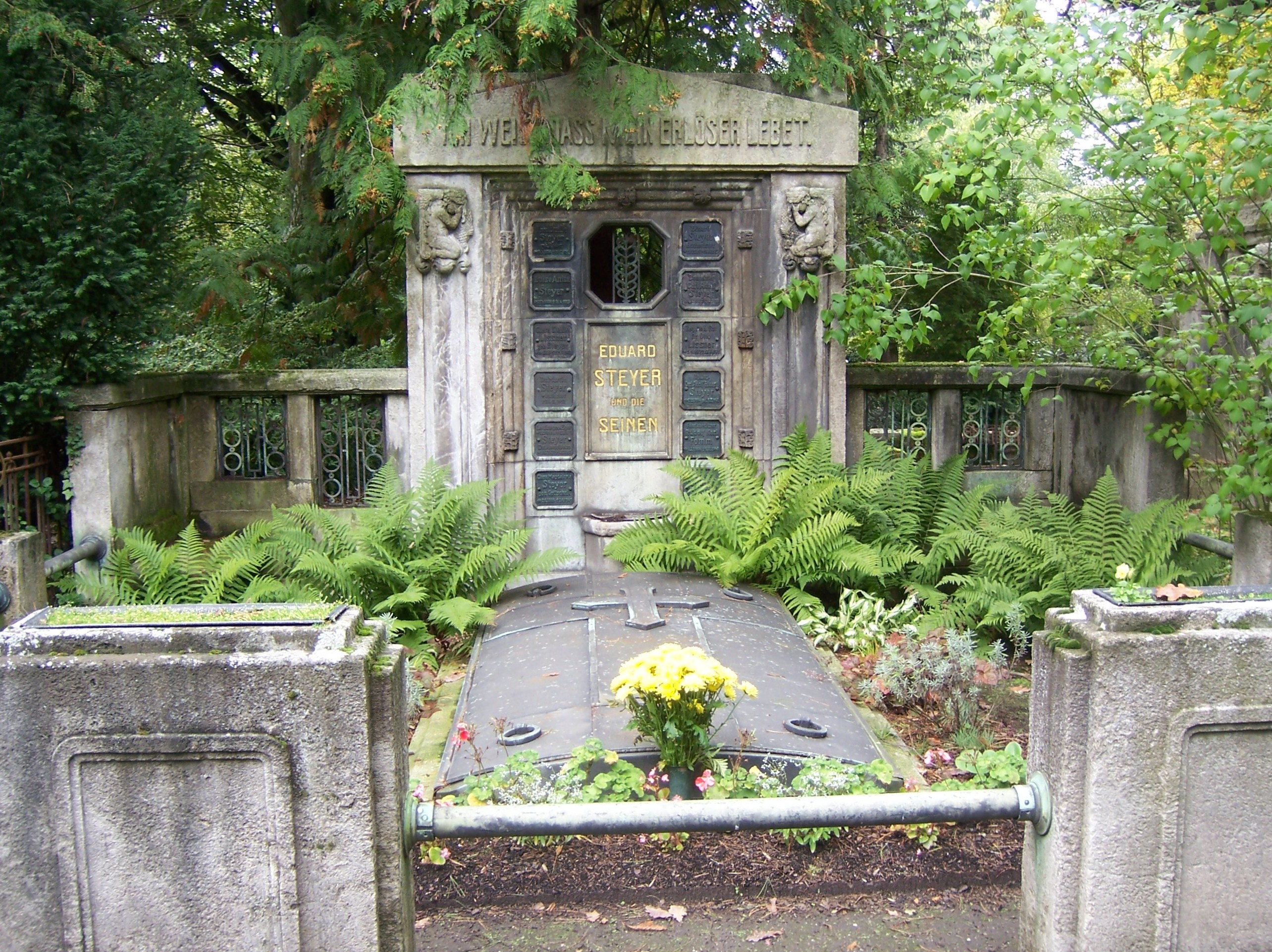
Familiengrab Steyer (2011)

Auf dem Leipziger Südfriedhof befindet sich das von Bruno Wollstädter (1878–1940) gestaltete Steyersche Familiengrab. In der gleichen  Abt. V ist auch das Familiengrab von Max Pommer, mit dem Steyer auch zusammenarbeitete.

## Bauwerke (Auswahl)
- Villa Karl Heine, Leipzig, 1873/1874
- Sächsische Wollgarnfabrik, Nonnenstraße 42a-44b Leipzig, um 1880, erweitert 1894/95
- Budde-Haus, Leipzig, 1890/91
- Centraltheater, Leipzig, 1899–1900
- Chemiefabrik Carl Hermann Voigt, Leipzig 1900[7]
- Michaeliskirche, Leipzig, 1901–1904
- Herzog-Georg-Trinkhalle, Bad Kösen, 1909
- Stadtbad, Leipzig, 1912–1916
- Palmengartenwehr, Leipzig, 1913–1917
- Mausoleum des Fabrikanten Ernst Traugott Fritzsche, Südfriedhof Leipzig, 1919[8]
- Untergrundmessehaus, Leipzig 1924–1925
- Talsperre Carlsfeld, Carlsfeld, 1926–1929
- Elster-Saale-Kanal, 1936

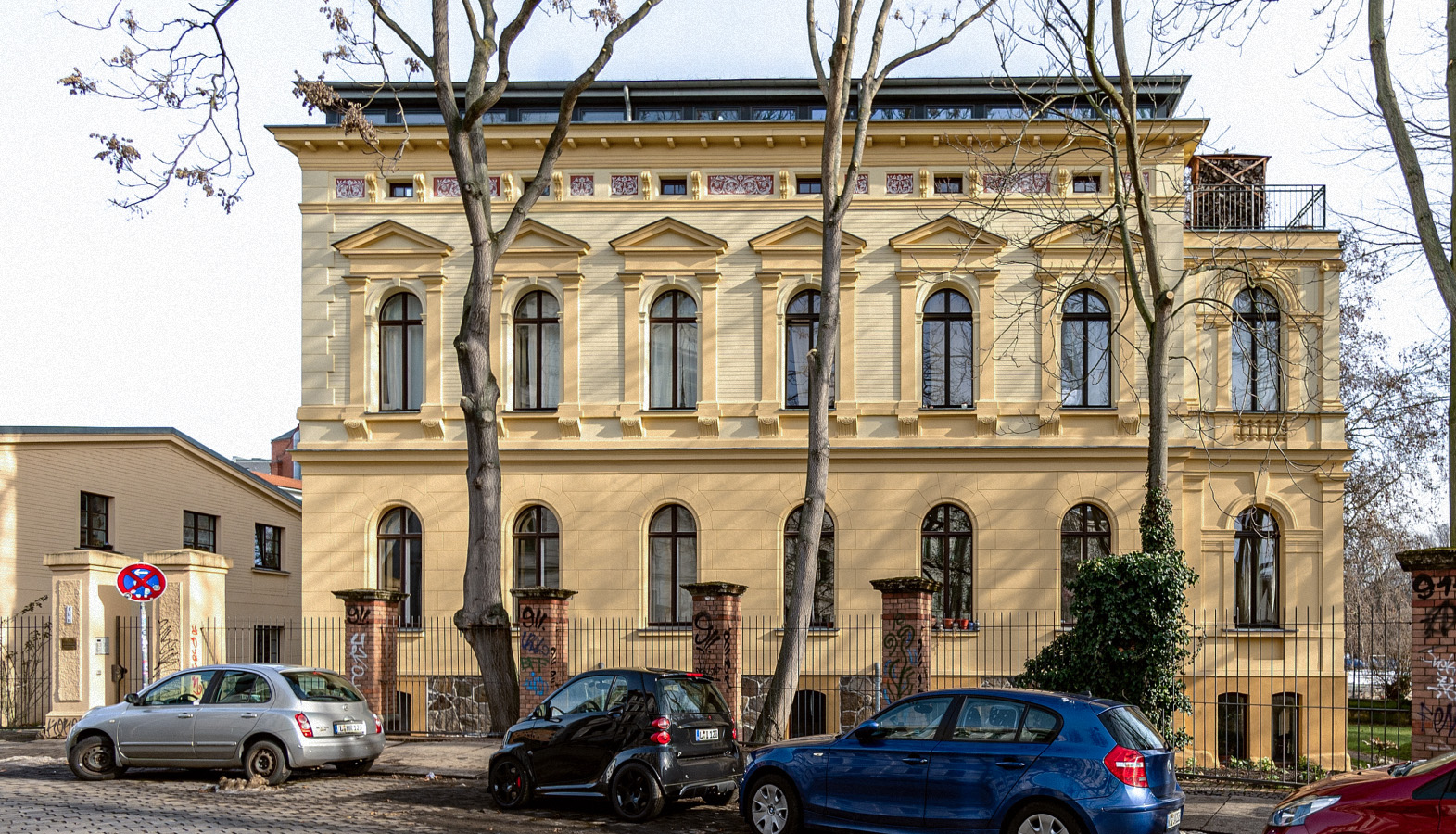
Villa Karl Heine
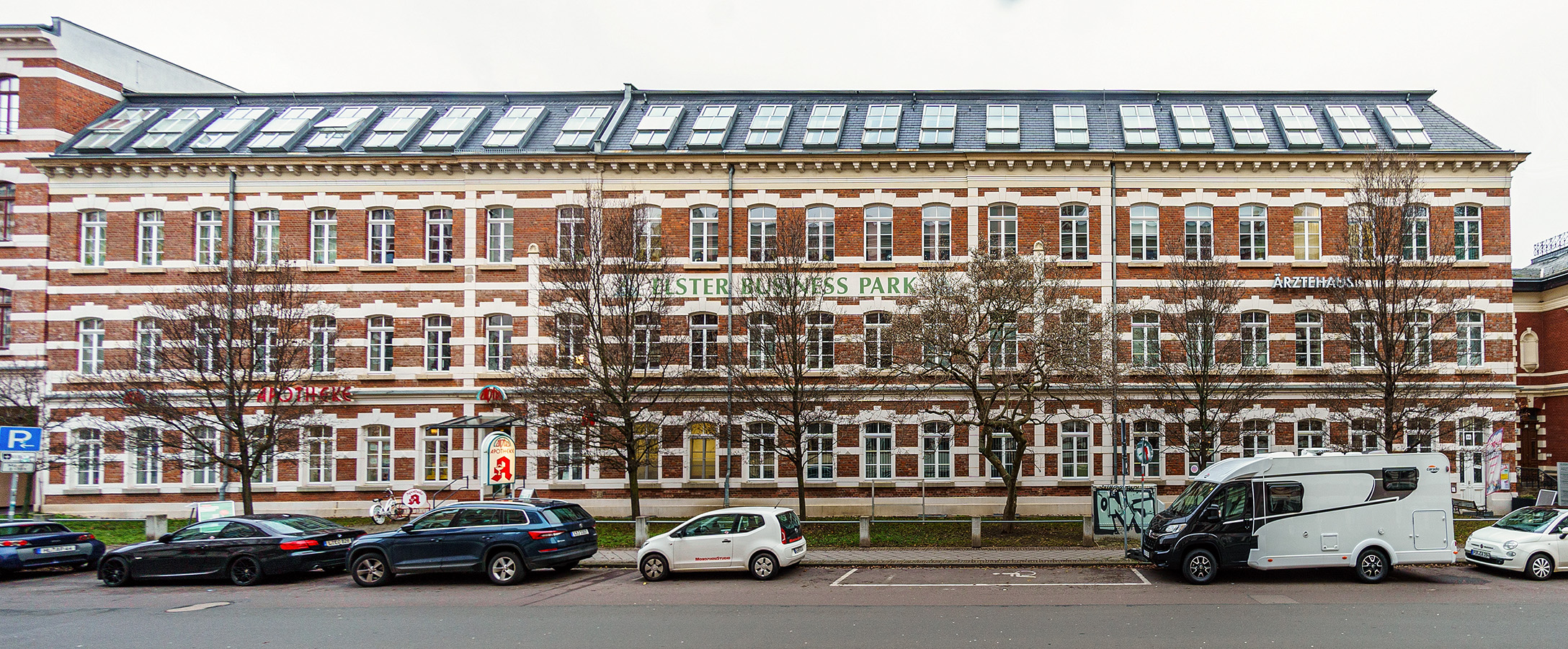
Sächsische Wollgarnfabrik
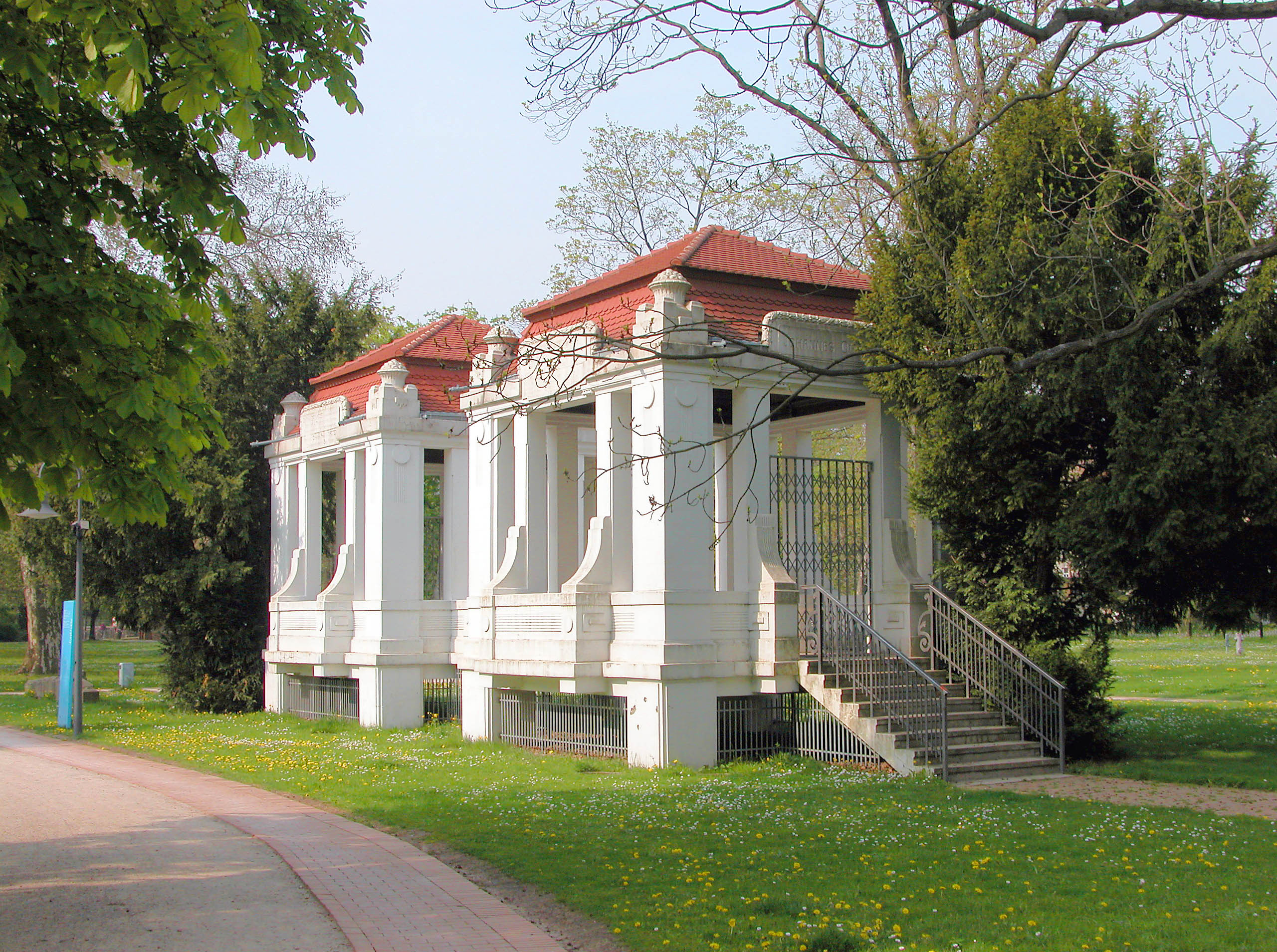
Trinkhalle Bad Kösen
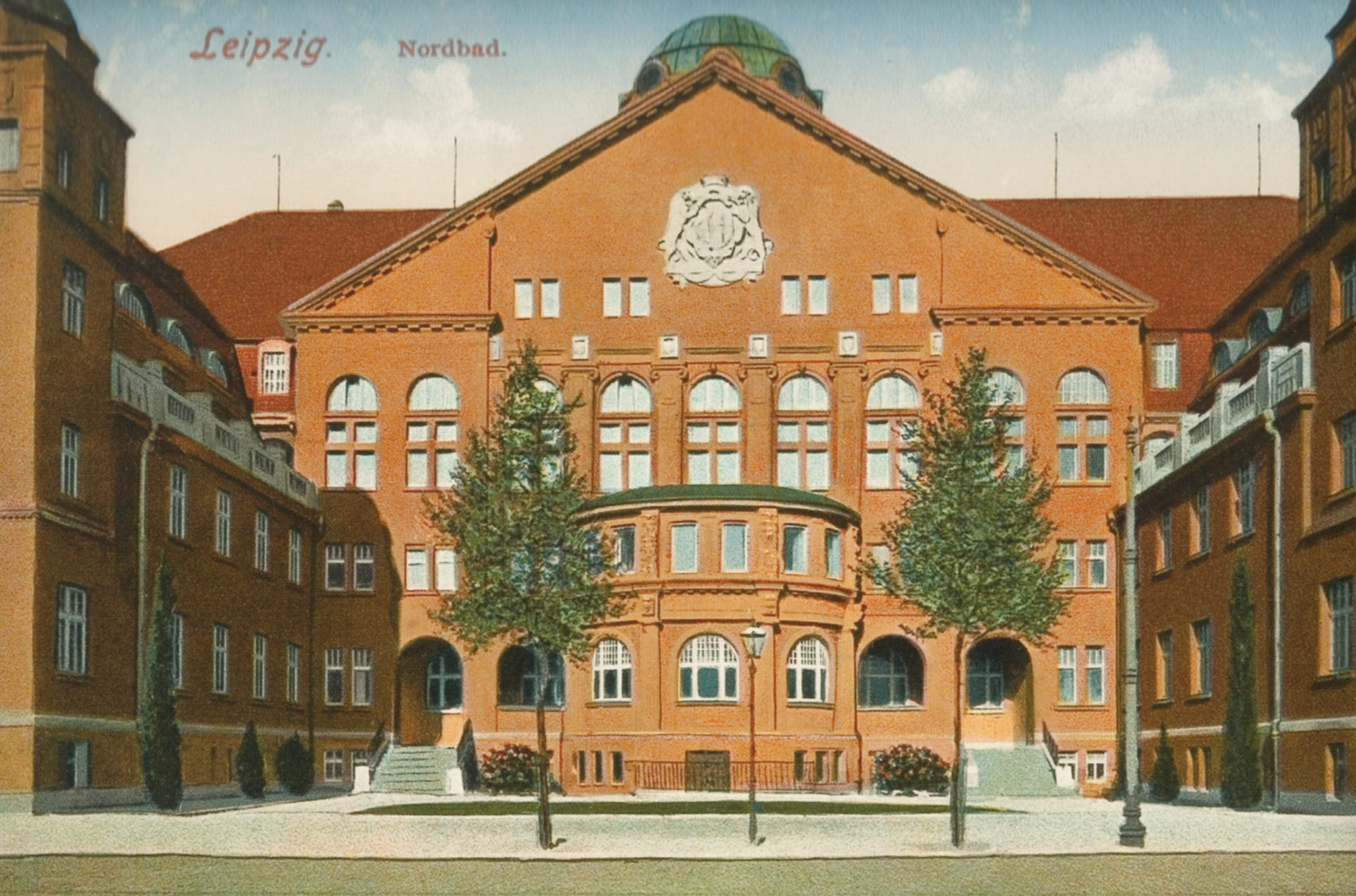
Stadtbad Leipzig
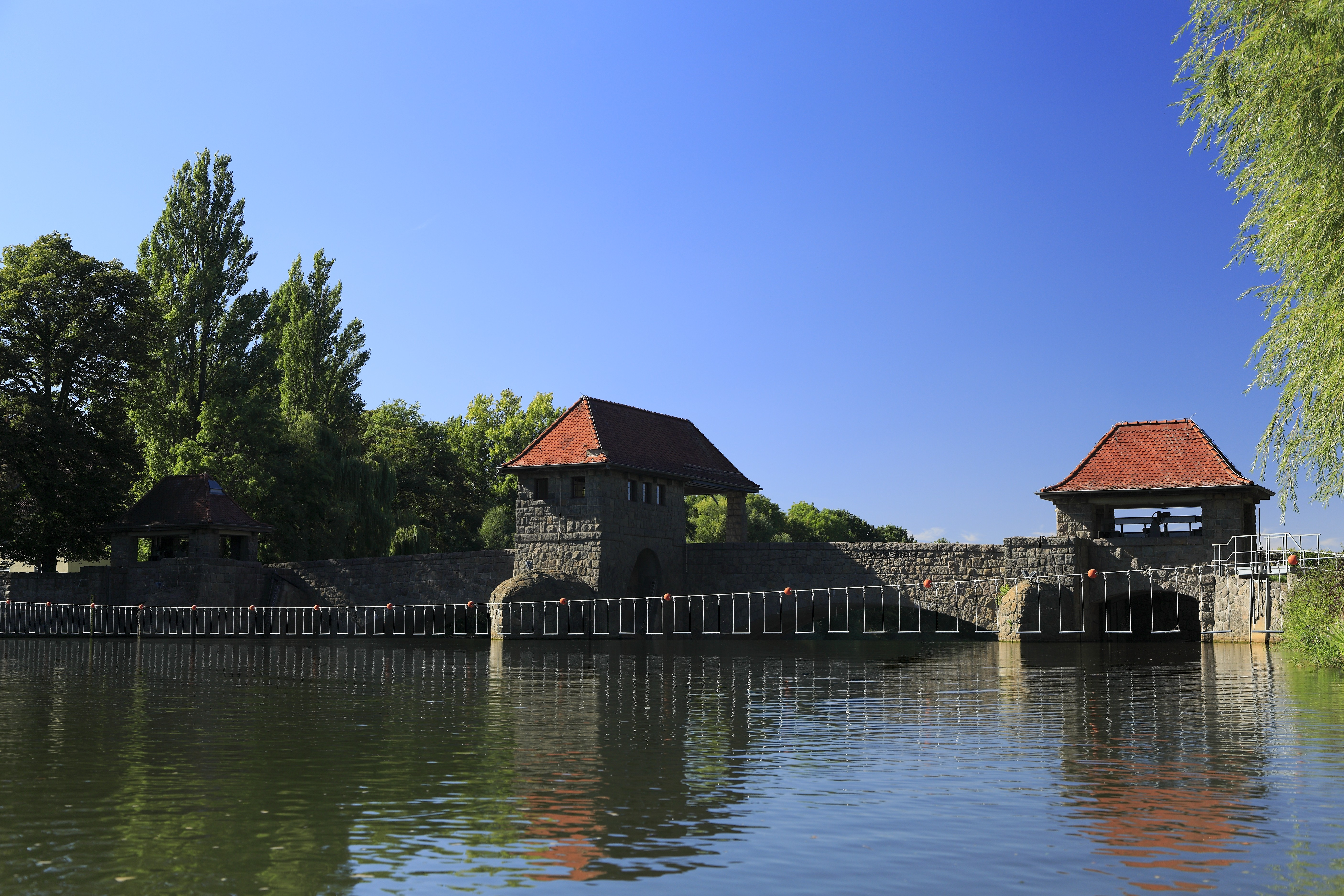
Palmengartenwehr
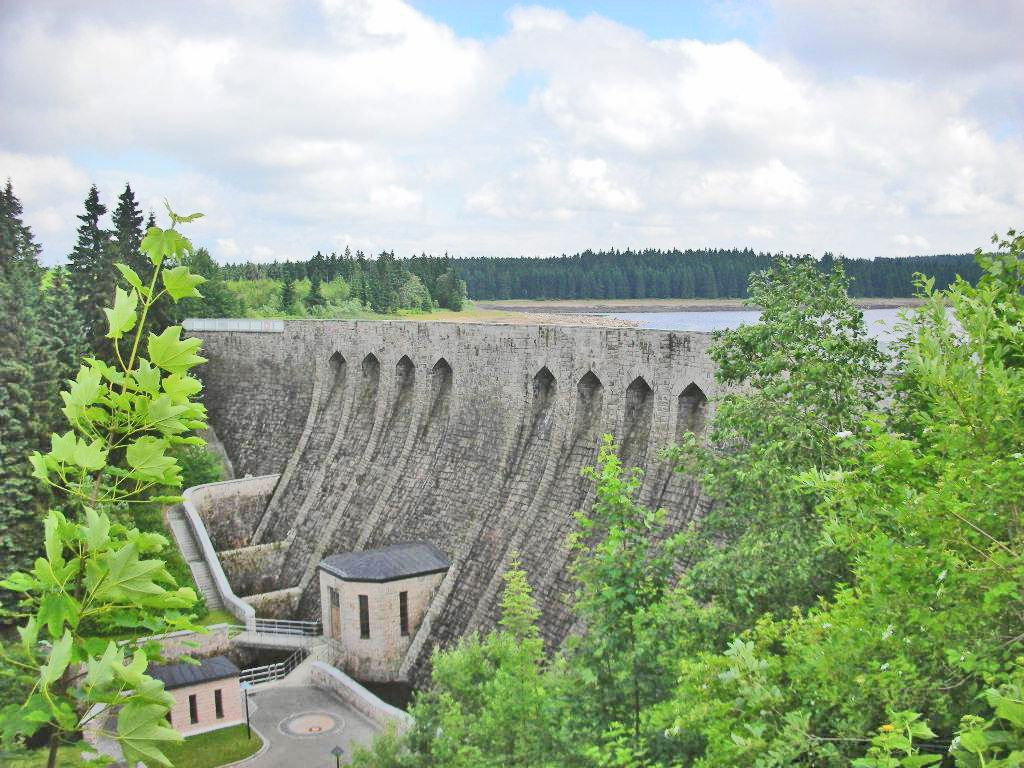
Talsperre Carlsfeld